# Первомайский (Кигинский район)
Первомайский (баш. Первомайский) — деревня в Кигинском районе Республики Башкортостан Российской Федерации. Входит в состав Кандаковского сельсовета.

## География

### Географическое положение
Расстояние до:
- районного центра (Верхние Киги): 13 км,
- центра сельсовета (Кандаковка): 4 км,
- ближайшей ж/д станции (Сулея): 63 км.

## Население
| 2002 | 2009 | 2010 |
| ---- | ---- | ---- |
| 120  | ↗136 | ↘109 |

Национальный состав
Согласно переписи 2002 года, преобладающая национальность — татары (80 %).